# 维拉克鲁斯
维拉克鲁斯（Vera Cruz），美国印第安纳州韋爾斯縣的城镇，位于该县东部。总面积0.26平方公里，总人口80人（2010年）。